# Calopyxis
Calopyxis é um género botânico pertencente à família Combretaceae.